# ウィンターガーデン・リゾーツ
ウィンターガーデン・リゾーツ株式会社は、シティグループ・プリンシパル・インベストメンツ・ジャパン株式会社（シティグループ）のグループ会社でスキー場・ホテル・ゴルフ場の運営・再生売却事業を運営する会社であった。

## 概要
- 旧西武グループのプリンスホテル（旧コクド含む）が運営していた複数のリゾート施設の営業譲渡を受け運営・再生売却する事業を行っていたが、2011年6月までにその全てを売却した。

## 沿革
- 2007年3月27日　鯵ヶ沢プリンスホテル（併設施設含む）、阿仁スキー場、湯沢中里スキー場、表万座スキー場、津軽高原ゴルフ場、ニセコ東山プリンスホテル（併設施設含む）、糠平温泉スキー場、函館七飯スキー場、水上高原プリンスホテル（併設施設含む）の運営を開始。（注：施設名称はすべて譲渡前のもの）
- 2011年 2007年に旧西武グループより譲渡されたリゾート施設すべての売却を終える。
- 2011年9月30日 売却終了を受け、全役員が辞任。本店をシティグループセンター内に移転。
- 2012年12月31日 解散。
- 2013年1月21日 東京地裁において特別清算の開始決定を受けた。
- 2013年7月17日 特別清算終結確定。法人格消滅。

## かつて運営または所有していた施設
- 津軽高原ゴルフ場

※2009年3月、エビハラスポーツマングループに譲渡された。
- 湯沢中里スキー場

※2009年9月、（株）ホスピタリティオペレーションズの子会社（株）スマイルスキーリゾートに譲渡された。
- ニセコ東山リゾート株式会社
  - ヒルトンニセコビレッジ（旧ニセコ東山プリンスホテル）
  - ニセコビレッジ（旧ニセコ東山スキー場）
  - ニセコビレッジゴルフコース（旧ニセコ東山プリンスホテルゴルフ場）

※2010年3月、マレーシアの大手建設コングロマリットYTLコーポレーションがニセコビレッジを総額60億円で買収した。
- ナクア白神ホテル＆リゾート
  - ナクア白神スキーリゾート（旧鯵ヶ沢スキー場）
  - ナクア白神ホテル＆リゾート（旧鯵ヶ沢プリンスホテル）
  - ナクア白神ゴルフコース（旧鯵ヶ沢高原ゴルフ場）

※2010年5月、韓国の投資会社ＫＩＣＣグループの青森リゾートに売却された後、2014年9月にシンガポールに本社を置くリゾート開発会社・パララックスキャピタルが新たに青森リゾートのオーナーとなり、2015年12月1日に以下のようにリブランドされた。
- ロックウッド・ホテル＆スパ（旧ナクア白神ホテル＆リゾート）
  - ロックウッド・ホテル＆スパ（旧ナクア白神ホテル＆リゾート ← 旧鯵ヶ沢プリンスホテル）
  - 青森スプリング（スキーリゾート、ゴルフコースの総称）
    - 青森スプリング・スキーリゾート（旧ナクア白神スキーリゾート ← 旧鯵ヶ沢スキー場）
    - 青森スプリング・ゴルフクラブ（旧ナクア白神ゴルフコース ← 旧鯵ヶ沢高原ゴルフ場）

- 水上高原リゾート株式会社
  - 水上高原ホテル200（旧；水上高原プリンスホテル）
  - 水上高原スキーリゾート（旧水上高原スキー場）
  - 水上高原ゴルフコース水上高原ゴルフコース（旧；水上高原ゴルフ場）

※2011年3月、楽天グループ創業者三木谷浩史の資産管理会社の株式会社クリムゾングループ（翌年合同会社に組織変更）に売却された。
- 阿仁スキー場

2008年、ウィンターガーデン・リゾーツは阿仁スキー場の運営撤退を地元北秋田市に申し入れたが北秋田市は難色を示す。
2010年、ウィンターガーデン・リゾーツは阿仁スキー場の運営完全撤退ならびに施設の無償譲渡を北秋田市に申し入れ、受け入れられない場合はスキー場の現状復旧に着手する姿勢を見せた。北秋田市は譲渡を受けると保守費用等多額の負担が予想されるため慎重に検討していたが、最終的に観光政策上重要であることから2011年4月1日付で無償譲渡を受け入れた。
以下のスキー場は2007年の旧西武グループからの譲渡後、2007-2008シーズン入り前に再度他社へ譲渡されたので、ウィンターガーデン・リゾーツは実質的には全く運営にはタッチしなかった。
- 糠平温泉スキー場

スキー場運営会社グリーンネージュジャパンに売却→グリーンネージュジャパン破綻→地元の糠平舘観光ホテルが運営引き継ぎ・ぬかびら源泉郷スキー場に改称、という経過をたどっている。
- 表万座スノーパーク（旧表万座スキー場）
- 函館七飯スノーパーク（旧函館七飯スキー場）
  - 旧函館七飯スキー場と旧表万座スキー場は鈴木商会（グランドレジャー）に営業譲渡され、2007-2008シーズンから鈴木商会が運営している。